# B2M Entertainment
B2M Entertainment (hangul: B2M 엔터테인먼트) är ett sydkoreanskt skivbolag och en talangagentur bildad år 2010 av Gil Jong-hwa. 

## Artister

### Nuvarande
|                      |
| Davichi (med CJ E&M) |

|                       |
| Eric Nam (med CJ E&M) |

|             |
| Nicole Jung |

### Tidigare
|                             |
| Heo Young-saeng (2010–2015) |

|                          |
| Kim Kyu-jong (2010–2016) |

|                       |
| Lee Hyori (2010–2013) |

|                   |
| Spica (2012–2017) |